# Ünnepi hangok

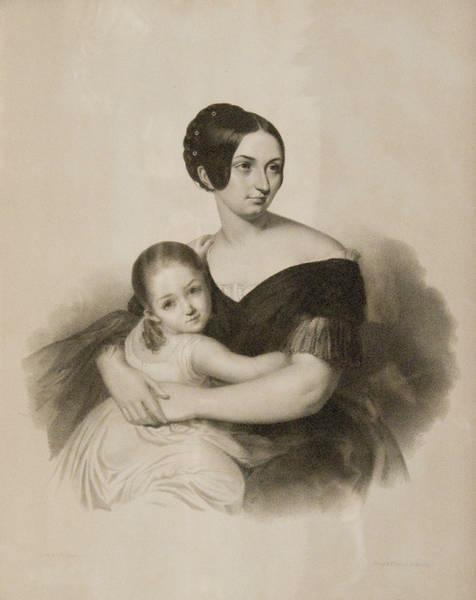
Carolyne von Wittgenstein a lányával (1840 körül)

Az Ünnepi hangok (német címén Festklänge) Liszt Ferenc S. 101-es jegyzékszámú szimfonikus költeménye. Liszt 1853-ban komponálta, és 1854-ben mutatta be Weimarban.

## A mű születése
Liszt 1847-ben ismerkedett meg Carolyne zu Sayn-Wittgenstein hercegnével, és amikor a zeneszerző weimari udvari karmesteri állást kapott, ott összeköltöztek. A hercegné időt, pénzt nem kímélve igyekezett a válását elintézni, és az 1850-es évek elején már reménykedhettek abban, hogy elhárulnak az akadályok, és összeházasodhat Liszttel. A helyzet annyira reményteljesnek látszott, hogy 1853-ban Liszt már esküvői zenét is írt a várt nagy eseményre, amelyre azonban végül a pápai tiltás miatt sohasem került sor. Így viszont született egy újabb szimfonikus költemény, a hetedik a sorban. Az 1853-as első változatot később Liszt még átdolgozta.
Az Ünnepi hangok bemutatója 1854. november 9-én volt a weimari udvari színházban, mégpedig Friedrich Schiller Die Huldigung der Künste című drámai műve bevezető zenéjeként, Liszt vezényletével. A szimfonikus költemény 1856-ban jelent meg nyomtatásban a lipcsei Breitkopf und Härtel kiadónál, természetesen Wittgenstein hercegnének szóló ajánlással.

## A zene
Az Ünnepi hangok különlegesnek számít Liszt szimfonikus költeményei sorában: könnyed hangulatú, derűs, mi több, játékos; nyoma sincs benne a drámai hangvételnek, a küzdelem ábrázolásának. Ez természetes is, ha a keletkezés körülményeire gondolunk.
Az alaphangneme derűs C-dúr, kevés témát használ, viszont sok benne az ismétlés. Emiatt hosszú is a darab, és már maga Liszt is javasolt húzásokat. A darabot Liszt tizenkilenc különböző feliratú szakaszból állította össze. A főtéma először ünnepélyes hangon szólal meg, majd felerősödve, staccato pizzicato alakban hangzik fel, hogy aztán újra átalakulva dolce con grazia karakterrel jelenjen meg. Ugyanez a téma a kidolgozásban a hatásos tuttiban tűnik fel, majd a kódában áttetsző formát ölt, és belőle alakul befejezés is. A második téma is többször visszatér, rendre más-más hangulatban és formában. A harmadik téma érdekessége, hogy a változtatások során különböző metrumokat kap (3/4, 4/4). A szimfonikus költeményben feltűnik egy polonézdallam, ami nyilván a Carolyne-nak szóló tisztelet jele.
A hangszerelés: két fuvola, két oboa, két klarinét, két fagott, négy kürt, három trombita, két tenorharsona, basszusharsona, tuba, négy üstdob, cintányér, nagydob és vonósok.
Liszt a szimfonikus költeményt átdolgozta zongorára is, két (S.511d) és négy kézre (S.595), valamint két zongorára (S.641).